# Heinz Prüfer (Musiker)

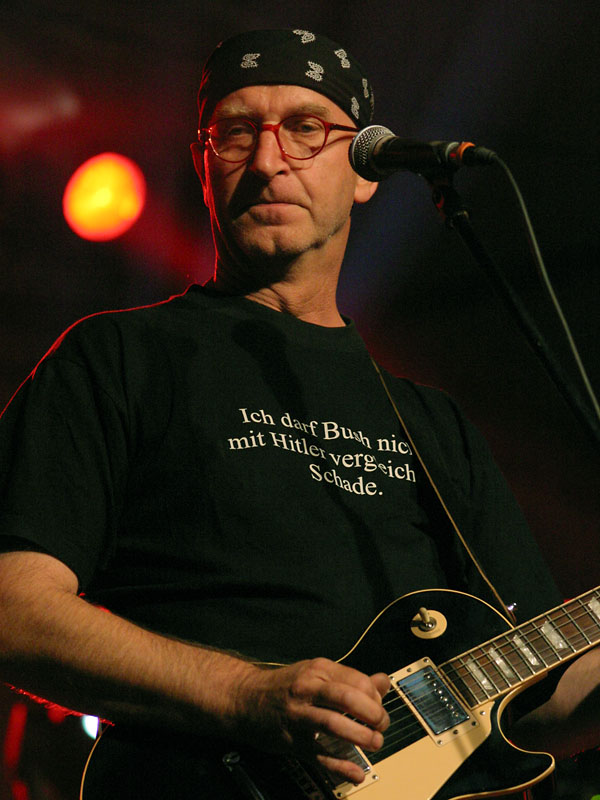
Heinz Prüfer bei einem Auftritt der Klaus Renft Combo 2003

Heinz Prüfer (* 8. November 1948; † 18. März 2007 in Berlin) war ein deutscher Gitarrist.

## Leben
Prüfer wuchs im Norden Deutschlands auf. Nach der zweiten Klasse zog er mit seinen Eltern nach Ost-Berlin. Mit zwölf Jahren bekam er von seinen Eltern eine Gitarre geschenkt und spielte in einer Schülerband.
Prüfer wurde vom Jugendorchester The Ruffians entdeckt. Nach Zwangsumbenennung durch den Stadtrat für Kultur tourten sie nun unter Rhythmus Mixer und spielten Beatrhythmus. Die Mixer erhielten mehrere Verbote und Geldstrafen.
Später spielte Prüfer bei einigen Berliner Kapellen, wie Berlin Quartett und Joco Dev.
Nach anderthalb Jahren Wehrdienst legte er sein Abitur im zweiten Bildungsweg ab, absolvierte ein Ingenieurstudium und arbeitete bei Stern Radio Berlin.
Prüfer spielte bei Express und Reggae Play. 1988 tourte er zusammen mit Reinhard Fißler und Andreas Raab in der Fißler Gang. Ihr Repertoire bestand aus einer Mischung von Akustikinstrumenten und Elektronik, welches vom Reggae thematisch bestimmt war.
Mit der Wende stagnierte die musikalische Laufbahn von Prüfer, bis 1992 Klaus Renft und Thomas Schoppe die Renft Combo wieder aufleben lassen wollten und Prüfer als Gitarrist verpflichteten.
Am 18. März 2007 verunglückte Heinz Prüfer auf der Rückfahrt von einem Auftritt in Altdöbern tödlich. Er wurde am 2. April 2007 auf dem St. Andreas-St. Markus-Friedhof in Hohenschönhausen beerdigt.